# Норристаунская скоростная линия
Норриста́унская скоростна́я ли́ния (англ. Norristown High Speed Line, также фиоле́товая ве́тка — Purple line) — линия лёгкого метро, соединяющая Филадельфию и Норристаун в штате Пенсильвания, США. Несмотря на своё фактическое пригородное расположение, линия включается в городскую тарифную зону, и на неё возможна бесплатная пересадка с других муниципальных видов транспорта при помощи карты SEPTA Key.
В Филадельфии конечной станцией Норристаунской линии является ТПУ «69 улица», где возможна пересадка на синюю линию метро, трамваи и автобусы. На другом конце конечная станция — ТПУ «Норристаун», где можно пересесть на электричку и автобусы.

## Особенности
Фиолетовую ветку можно характеризовать как лёгкое метро или скоростной трамвай, поскольку она совмещает в себе черты обоих видов транспорта: с одной стороны, составы следуют по полностью обособленным путям, на линии установлены высокие платформы, а ток подаётся на третий рельс. С другой стороны, с трамваем ветку роднит относительно частое расположение станций и одно- или двухвагонная компоновка составов, а также оплата проезда непосредственно на борту.

## Эксплуатация
Фиолетовая линия тарифицируется как городской вид транспорта (в противовес региональному, представляющему собой электрички). До 1 сентября 2014 года при движении в сторону Филадельфии оплата собиралась при выходе из вагона, однако сейчас пассажиры оплачивают проезд при входе в поезд. С 7 января 2019 года на обеих конечных станциях по будням с 5:30 до 21:00 работают турникеты на вход, в то время как на промежуточных остановках оплата по-прежнему собирается на борту.
Линия эксплуатируется семь дней в неделю, с 5:00 до 1:00. На ветке работают три маршрута: локальный (local), экспресс (express) и лимитный (limited). Локальные поезда следуют от одной конечной станции до другой со всеми остановками, время в пути между терминалами составляет около 32 минут. Иногда локальные поезда могут следовать только между Филадельфией и станциями Брин-Мор (Bryn Mawr) или Хьюс-Парк (Hughes Park), совершая 10 и 18 остановок соответственно.
Экспресс- и лимитный маршруты ходят во время будних часов-пик (6:00 — 9:00, 14:15 — 18:45). Между Норристауном и станцией Гулф-Миллз оба следуют как локальные, далее лимитный совершает всего две остановки до конечной в Филадельфии, а экспресс идёт как локальный далее до Брин-Мора, после чего совершает также две остановки до «69 улицы». Ниже приведена сравнительная таблица по всем трём маршрутам:
| Маршрут   | Цвет    | Кол-во остановок | Время в пути |
| --------- | ------- | ---------------- | ------------ |
| Локальный | белый   | 22               | 32 мин.      |
| Экспресс  | красный | 17               | 26 мин.      |
| Лимитный  | синий   | 8                | 22 мин.      |

Подобная комбинация маршрутов обусловлена тем, что фиолетовая ветка на всём своём протяжении двухпутная, что не позволяет полноценно разделить местные и скоростные поезда (как это сделано, например, на участке оранжевой ветки филадельфийского метро или в нью-йоркском метрополитене). Поэтому, например, когда лимитный поезд отправляется из Норристауна, за ним тут же следует локальный, а при приближении к Филадельфии этот лимитный нагонит предыдущий локальный поезд. Из-за этого же лимитные поезда оказываются всего на 10 минут быстрее локальных, несмотря на то, что совершают на 14 остановок меньше.

## Перспективы
В 2013 году было предложено провести ответвление от фиолетовой ветки в Кинг-ов-Пруша (англ. King of Prussia, «Прусский король»), где расположен третий по размеру в США торговый центр, казино и природные угодья. В 2014 году SEPTA оценила этот проект в 500—650 млн долларов с возможностью реализации не ранее, чем через восемь лет. Финальная версия, представленная в декабре 2020 года, предусматривает бюджет в 2 млрд долларов и открытие между 2025 и 2027 годами. Будет построено пять новых станций, а ежедневный пассажиропоток оценивается в 10 тыс. человек к 2040 году.